# Gibocercus (Amazonembia) nanai
Gibocercus (Amazonembia) nanai is een insectensoort uit de familie Archembiidae, die tot de orde webspinners (Embioptera) behoort. De soort komt voor in Peru.
Gibocercus (Amazonembia) nanai is voor het eerst wetenschappelijk beschreven door Szumik in 1998.